# Justo Fidel Palacios
Justo Fidel Palacios es un corregimiento del distrito de Tolé en la provincia de Chiriquí, República de Panamá. La localidad tiene 656 habitantes (2010). Su nombre proviene del periodista panameño Justo Fidel Palacios Rodríguez (1956-1987)